# Bordj Okhriss
Bordj Okhriss (în arabă برج أوخريص) este o comună din provincia Bouira, Algeria.
Populația comunei este de 10.467 de locuitori (2008).